# Раух, Егор Иванович
Егор (Георгий) Иванович Раух (имя при рождении — Георг Адольф Дитрих фон Раух, нем. Georg Adolph Dietrich von Rauch, 1789—1864) — доктор медицины и хирургии, лейб-медик, один из лучших врачей Санкт-Петербурга, совещательный член Медицинского Совета М. В. Д., тайный советник, Почетный член Императорской С.-Петербургской Медико-Хирургической Академии, Императорской Академии Наук и Минералогического Общества в Петербурге.

## Биография

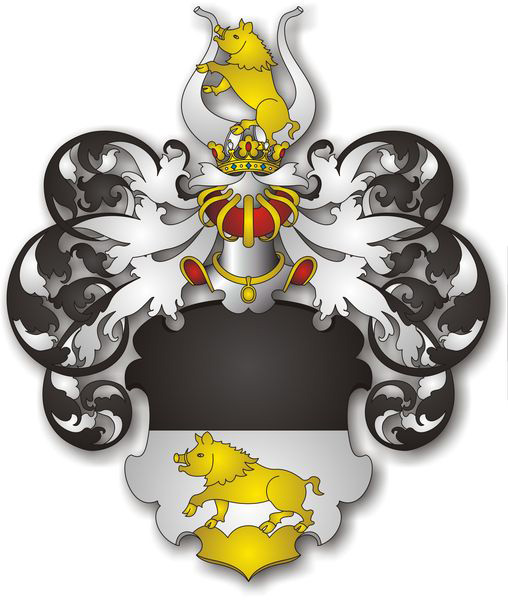
Герб жалован Е. И. Рауху

Егор Иванович родился 14-го июля 1789 года в приходе Св. Якоби, Эстляндской губернии, где его отец был пастором. Первоначальное образование получил в Ревельской гимназии, а в 1806 году поступил для изучения медицины в Дерптский университет. Защитив диссертацию: «Initiis morborum» (16-го июля 1811 года), Раух получил степень доктора медицины и хирургии и отправился в Петербург, где занялся практикой.
В 1812 году он поступил ординатором в Обуховскую больницу и был назначен доктором в Финляндский егерский полк. Однако, его частная практика все более и более увеличивалась и потому, ещё в 1814 году он отказался от службы в полку, а в 1828 году покинул и Обуховскую больницу.
В 1816 году принцесса Антуанетта Вюртембергская рекомендует Рауха доктору Я. В. Виллие:

…я уже писала об этом графу Толстому, но не рассчитываю на его содействие. Если Вы позволите, господин Раух представит все необходимые документы, подтверждающие мою к нему благосклонность; положительный отзыв Штейнеля, приложенный к этому письму также подтверждает её. Это человек знающий и с прекрасным характером.
Там же прилагается рекомендательное письмо графа Штейнеля, в котором он рекомендует принцессе Антуанетте доктора Рауха, служившего в егерском полку, сформированном в Выборге, в чине коллежского асессора.
Масон, в 1817—1819 годах член петербургской ложи «Петра к истине».
В 1828 году исследовал минеральные источники Старой Руссы, где в 1834 году при его непосредственном участии было открыто «Заведение минеральных вод в Старой Руссе», относящееся к военному ведомству.
В числе лейб-медиков Крейтона В. П. (1791—1864), Арендта Н. Ф. (1785—1859) с 4 по 15 марта 1829 года лечил императора Николая I. В 1829 году, когда прочно установилась его репутация, как одного из лучших врачей столицы, Е. И. Раух был приглашен к заболевшей Императрице Александре Феодоровне и назначен её лейб-медиком. В 1833 году он сопровождал её в путешествии за границу. В должности лейб-медика Е. И. Раух пробыл 16 лет.
Во время болезни Н. О. Пушкиной в 1835 году был приглашен на консилиум, а затем лечил её (о том, что она была довольна его лечением, см. письмо Н. О. Пушкиной к О. С. Павлищевой).
С 1831 года он принимал весьма деятельное участие в занятиях Медицинского Совета, в качестве его совещательного члена . В 1837 году Е. И. Pаух был приглашен в число членов Комитета, наблюдавшего за придворной аптекой, а в следующем году, за отсутствием лейб-медика Рюля, он исполнял обязанности инспектора по медицинской части над заведениями, состоявшими под покровительством Императрицы Марии Федоровны.
Е. И. Раух стоял у истоков создания и был активным членом «Немецкого врачебного общества в С.-Петербурге» (нем. Der deutsche arztliche Verein zu St. Petersburg). Первым директором общества с 21 января 1819 г. до 1842 г. был известный хирург профессор И. Ф. Буш. В 1842 г., когда его здоровье резко ухудшилось и он стал плохо видеть, то по его рекомендации председателем (директором) общества был избран доктор медицины и хирургии Е. И. Раух. Секретарем общества был избран К. К. Зейдлиц (1798—1885). Как раз в этом году в общество вступил Н. И. Пирогов, который стал самым активным его членом.
Лейб-медик Е. И. Раух был инициатором создания при содействии графини Ю. П. Строгановой в 1837 первого в России детского приюта на 16 человек при Демидовском заведении (наб. р. Мойки, 108, 1-й директор — И. Ф. Буш). Дети обоего пола 3-10 лет принимались бесплатно и в приюте находились с утра до 7-8 часов вечера. Старшие дети обучались Закону Божиему, чтению и счету, пению и рукоделию.
12 апреля 1846 года Е. И. Раух, действительный статский советник, жалован дипломом на потомственное дворянское достоинство.
В 1857 году избран членом Комиссии, которой было поручено высказаться относительно прививок чумы рогатому скоту, сделанных в 1853 и в 1856 годах в Новороссии. По поручению Министерства Государственных Имуществ Е. И. Раух посетил чумопрививательные институты в Херсонской губернии и представил обстоятельный и детально разработанный доклад по этому вопросу. Дерптский Ветеринарный Институт отметил труды Рауха, избрав его, когда он справлял 50-летний юбилей своей деятельности, почетным членом Института. 17-го декабря того же года Раух был избран почетным членом Императорской С.-Петербургской Медико-Хирургической Академии.
Помимо медицинской деятельности Е. И. Раух активно занимался коммерцией. В 1836 году совместно с петербургским 1-й гильдии купцом Карлом Самуилом Нотбеком (Carl Samuel Nottbeck, 1779—1847) из Ревеля купил фабрику Финлейсона (англ. Fynlayson) в Таммерфорсе. С 1835 года по 1860 года численность рабочих увеличилось с 60 до 1578 человек, а выручка достигла 450 тысяч рублей серебром. Семья Раухов была совладельцами фабрики вплоть до её национализации в 1945 г. Е. И. Раух также владел несколькими другими предприятиями в Финляндии.
В 1851 году Раух приобрел имение Заводовка в Херсонской губернии, управляющим которого был племянник жены Юстус Иоганн Конрад Риезенкампф. Впоследствии владельцем имение стал внук Е. И. Рауха генерал Г. О. Раух.
Скончался 30-го апреля 1864 года в С.-Петербурге, похоронен на Смоленском лютеранском кладбище.
После смерти Рауха в 1864 г. академик Карл Максимович Бэр докладывал Физико-математическому отделению Академии наук о том, что доктор Егор Иванович Раух «завещал Библиотеке Академии коллекцию рисунков с изображением естественно-исторических предметов. Частично они принадлежат знаменитой Сибилле Мериан».

## Труды Е. И. Рауха
- «De initiis morborum, cum appendice sistente duas morborum chirurgicorum historias», Dorpat, 1811
- «Ueber die Krankheiten des Gehörganges und des Trommelfells» — «Petersb. vermischte Abhandl. aus dem Gebiete der Heilkunde», 1821, I, 71—98
- «Beobachtung einer Krankheit des rechten Eierstockes oder der Tuba Fallopii» — там же, II, 95—102
- «Beobachtung einer Durchlöcherung des Magens am Pylorus» — там же, стр. 143—175 (1823 г.)
- «Verlauf einer Scharlachkrankheit ohne bemerkbares Exanthem» — там же, III, 156—164 (1825 г.)

## Семья[19]

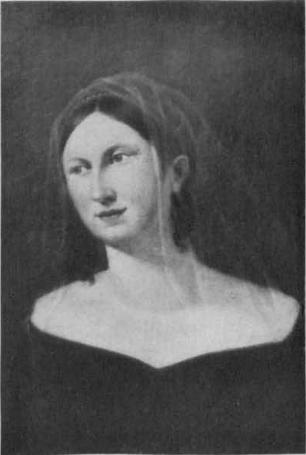
портрет Юстины Раух, ур. Ризенкампф, жены Е. И. Рауха

- отец Иоганн Карл[эст.] (Карл Конрад до принятия сана) (1751—1803), родился в Эккардтсхаузене, Тюрингия, пастор прихода Св. Якоба в Эстляндии (ныне Виру-Яагупи, Эстония), арендатор.
- мать Доротея урожд. Бергольц (1765—1789).
- жена Юстина урожд. фон Ризенкампф (1794—1860), дочь Юстуса Иоганнеса фон Ризенкампфа.
- дочь Юстина Леопольдина (1813—1861), жена лейб-медика, действительного статского советника Карла Карловича Задлера (1801—1877).
- сын Карл Юстус (1814—1888), учредитель и владелец фирмы «Карл Раух», дворянин (с 1846 г.), купец 1-й гильдии.
  - внук Альфред (1853—1919), гвардии полковник в отставке, кавалер ордена Почетного легиона (Франция).
    - правнук Альфред (1887-?), капитан олимпийской сборной Франции по хоккею (1920, 1924, 1928).
- дочь Юстина Шарлотта (1816—1898), жена доктора, действительного статского советника Карла Карловича Зейдлица (1798—1885).
- сын Адольф Георг (1819—1866), чиновник железнодорожного департамента, дворянин (с 1846 г.).
- дочь Мария (1822—1897), жена помещика Георга Готтарда фон Дена.
- дочь Розалия Генриетта (1823—1913), жена генерал-лейтенанта Андрея Ефимовича фон Дена, брата Георга Готтарда.
- дочь Ида Доротея (1830—1912), жена генерал-майора Фридриха Андреевича фон Гессельберга.
- сын Оттон Егорович (1834—1890), генерал-лейтенант.
  - внук Георгий Оттонович(1858—1936), генерал от кавалерии.